# Elizabeth Dennehy
Pour les articles homonymes, voir Dennehy.
Elizabeth Dennehy, de son vrai nom Elizabeth Hannah Dennehy, née le 1er octobre 1960 à Jacksonville, en Caroline du Nord, aux (États-Unis), est une actrice américaine.
Elle est la fille de l'acteur Brian Dennehy.

## Biographie

### Enfance
Elizabeth Dennehy est née le 1er octobre 1960 à Jacksonville, en Caroline du Nord, aux (États-Unis).

## Filmographie
- 1988-1989 : Haine et Passion (The Guiding Light), série TV : Christina 'Blake' Bauer Lindsey Thorpe #3
- 1992 : The Waterdance : Candy
- 1993 : L'Amour adopté (en) (A Place to Be Loved) (TV) : Kathy Magnuson
- 1994 : Danger immédiat (Clear and Present Danger) : Reporter
- 1994 : Jack Reed à la recherche de la justice (Jack Reed: A Search for Justice) (TV) : Sara
- 1997 : Panique sur l'autoroute (Runaway Car) (TV) : Shari Todd
- 1997 : On the Edge of Innocence (TV) : Miss Fogarty
- 1997 : Bienvenue à Gattaca (Gattaca) : Preschool Teacher
- 1997 : The Game : Maria
- 1998 : The Prophecy 2 (vidéo) : Kathy Kimball
- 1998 : Soldier : la femme de Jimmy Pig
- 1999 : The Last Man on Planet Earth (TV) : Dr. Beverly Stokes
- 1999 : Come On, Get Happy: The Partridge Family Story (TV) : la mère de Jeremy
- 1999 : Hard time - Menace explosive (Hard Time: Hostage Hotel) (TV) : Susan Sinclair
- 2001 : Arabesque : L'Heure de la justice (TV) : l'archiviste
- 2002 : Dragon rouge (Red Dragon) : Beverly
- 2005-2006 : Charmed (8 épisodes, saisons 7-8): Sandra (fondateur)
- 2007 : Welcome to Paradise : Helen Brown
- 2009 :The Mentalist (épisode 13, saison 1): Kathryn Hawkes